# Fatische functie
De fatische functie van taal is het gebruik van taal voor het opbouwen of onderhouden van sociaal contact, zonder dat er sprake is van werkelijke communicatie in de zin van informatie-uitwisseling. Bekende voorbeelden zijn verbale groeten en gesprekken over alledaagse zaken (zoals het weer).